# Castell de Takaoka
El castell Takaoka (高 岡 城, Takoaka-jō) va ser un castell japonès de Takaoka, Toyama, Japó. Va ser construït originalment el 1609 i només es va utilitzar durant uns anys abans de ser desmuntat. El lloc de les seves ruïnes és ara un parc. El castell és designat un dels 100 millors castells del Japó per la fundació japonesa de castells. Està protegit pel govern central com a lloc històric nacional.

## Història
Maeda Toshinaga, fill de Maeda Toshiie i segon dàimio del domini Kaga, es va retirar el 1605 a l'edat de 43 anys i es va traslladar del Castell Kanazawa al Castell Toyama. La raó de la seva jubilació anticipada és incerta, però una de les raons podria haver estat que volia assegurar la successió del clan Maeda convertint la posició de dàimio al seu germà petit Maeda Toshitsune, que estava casat amb la filla del shōgun Tokugawa Hidetada. El castell de Toyama es va cremar el 1609 i Toshinaga es va traslladar al Castell Uozu mentre esperava el permís del shogunat per construir un nou castell a Takaoka. El disseny del castell va ser realitzat per Takayama Ukon, que havia estat exiliat a la província de Kaga per Toyotomi Hideyoshi.
Toshinaga va desenvolupar una ciutat castellera envoltant el nou castell: no obstant això, el 1614 Toshinaga va morir a causa d'una malaltia, i el shogunat Tokugawa va proclamar la regla Ikkoku-ichijo (一 国 一 城, "Un castell per província") l'any següent, com a conseqüència es va destruir el castell.
Més tard, el clan Maeda va reconstruir el castell de Toyama com a centre administratiu de la província d'Etchū, però va mantenir el lloc del Castell Takaoka com a ubicació per a magatzems per emmagatzemar arròs fiscal per al domini Kaga.

## Actualment
Les ruïnes del castell són principalment les restes de les seves muralles de pedra. Aquestes ruïnes es troben al parc Takaoka Kojō, que es va establir el 1875 i es va convertir en un parc de la prefectura de Toyama el 1967. El parc conté un santuari sintoista, el Imizu Jinja; que és l'ichinomiya de la província d'Etchū, el museu municipal de Takaoka i un zoo. La sakura del parc és la ubicació principal de la ciutat per veure les flors de cirerer.